# Beruházási Viták Rendezésének Nemzetközi Központja
A Beruházási Viták Rendezésének Nemzetközi Központja (International Centre for Settlement of Investment Disputes, ICSID) egy önálló nemzetközi intézmény, amely az országok és államok közötti beruházási viták megoldására alakult. Az ICSID pártatlan nemzetközi fórum, amely biztosítja a felek közötti jogi viták megoldását kiegyezés vagy bírósági eljárás útján. Az ICSID jelentős szerepet játszik a nemzetközi beruházások és gazdasági fejlesztések területén.
Az ICSID-t létrehozó egyezmény egy sokoldalú megállapodás, amelyet a Világbank vezető igazgatói fogalmaztak meg. 1965. március 18-án került aláírásra és 1966. október 14-én lépett hatályba. Az egyezmény rögzíti az ICSID mandátumát, szervezetét és fő funkcióit.
Az ICSID arra törekszik, hogy eltávolítsa a jelentősebb akadályokat a magánbefektetések nemzetközi áramlása érdekében, amelyeket a nem üzleti kockázatok és a beruházási vitákra szakosodott módszerek hiánya okoz.